# Bánáti János
Bánáti János, (Budapest, 1944. június 20. –) ügyvéd, a Magyar Ügyvédi Kamara korábbi elnöke, 2023 óta a Magyar Ügyvédi Kamara örökös tiszteletbeli elnöke.

## Életpályája
Egyetemi tanulmányait az ELTE Állam és Jogtudományi Kar 1967-ben summa cum laude eredménnyel végezte. 1967-től 1969-ig a Budapesti 21. sz. ÜMK-ban ügyvédjelölt, majd ugyanitt ügyvéd volt 1969-től 1990-ig. Ezen időpont óta a Bánáti Ügyvédi Iroda tagja. 1979-től 1984-ig a Budapesti Ügyvédi Kamara elnökségi tagja, 1984-től 1989-ig a Budapesti Ügyvédi Kamara Fegyelmi megbízottja, majd 1989-től 1992-ig a kamara főtitkára volt.
1992-től 1997-ig a Budapesti Ügyvédi Kamara elnöke, mely tisztségében 1997-ben és 2002-ben is újraválasztották, 2006 óta a Magyar Ügyvédi Kamara elnöke. E posztra 2010-ben, 2014-ben és 2019-ben is őt választották.

## Tisztségei
A Kamarán kívüli tagságok, illetve tisztségek:
- a Magyar Jogász Egylet társelnöke[2]
- a Nemzetközi Bűnügyi Társaság Magyarországi tagozatának elnökségi tagja,
- a Magyar Kriminológiai Társaság Igazgatóságának tagja,
- a Magyar Jog Szerkesztőbizottságának elnöke,
- Pénz- és Tokepiaci Választott Bíróság elnökségi tagja,
- Jogi Szakvizsga Bizottság tagja
- a Pázmány Péter Katolikus Egyetem Jog- és Államtudományi Kar- címzetes egyetemi tanára,
- ELTE Állam- és Jogtudományi Kar- megbízott előadó.

## Publikációi
Szakmai érdeklődése a büntetőjog és büntető eljárási jog felé irányul, e körben rendszeresen tart előadásokat a Jogász Egylet illetve a Kamara rendezvényein és publikál a témába vágó cikkeket, tanulmányokat.
- Társszerzőként: Büntető eljárásjog (szerzők: Bánáti János, Belovics Ervin, Csák Zsolt, Sinku Pál, Tóth Mihály, Varga Zoltán), HVG-ORAC Lap- és Könyvkiadó Kft. (Budapest), 2006

## Díjai, elismerései
- Kiváló ügyvédi munkáért (1990)
- A Magyar Köztársaság Érdemrend tisztikeresztje (1996)
- Szalay László díj (1998)
- A Magyar Köztársaság Érdemrend középkeresztje (2004)
- A Magyar Érdemrend középkeresztje a csillaggal (2023)
- Magyarország Köztársasági Elnökének Arany Érdemérme (2025)